# رزيقة (الشرية)

تعديل مصدري - تعديل

رزيقة هي إحدى قرى عزلة آل غنيم بمديرية الشرية التابعة لمحافظة البيضاء، بلغ تعداد سكانها 279 نسمة حسب تعداد اليمن لعام 2004.